# Ferrara Balloons Festival

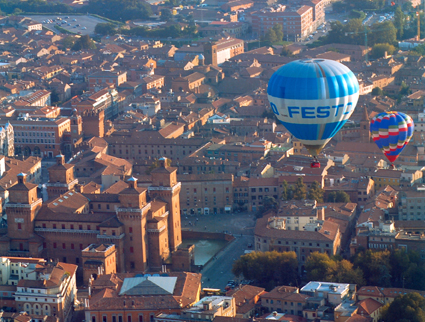
Mongolfiere in volo sopra il Castello Estense di Ferrara durante il Balloons Festival

Il Ferrara Balloons Festival è stato un festival organizzato dalla Provincia e dal Comune di Ferrara dedicato alle mongolfiere e al mondo dell'aria. Si è svolto dal 2005 al 2019 nel Parco urbano Giorgio Bassani, in settembre.

## Il festival

Logo del Ferrara Balloons Festival

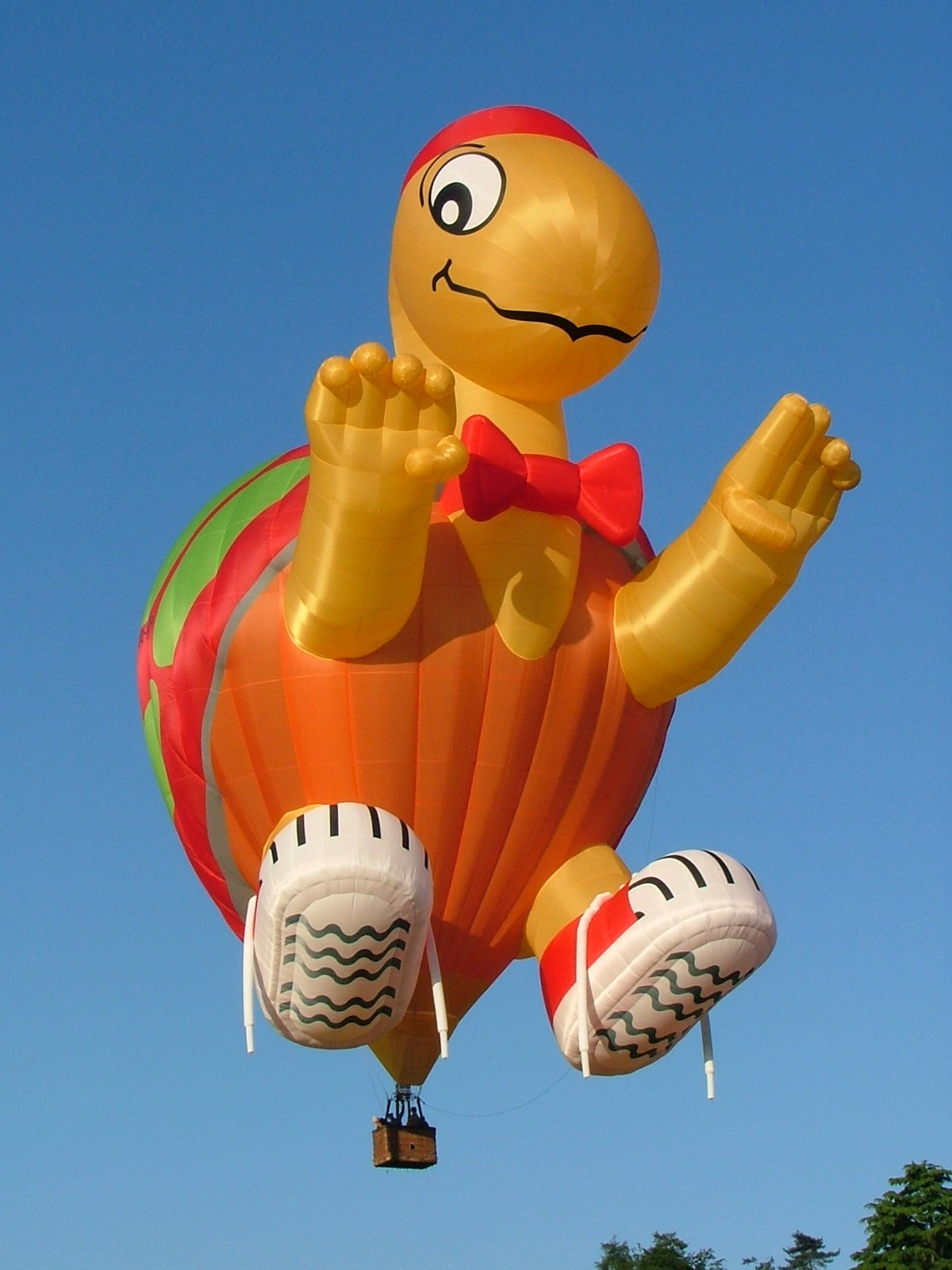
Mister Bup al Ferrara Balloons Festival

La manifestazione, col passare delle edizioni, è divenuta l'evento più importante d'Italia e uno fra i più importanti nel mondo per il settore del volo aerostatico, tanto da richiamare nell'edizione 2012 circa 120.000 spettatori e turisti a Ferrara.
Sono circa 50 gli equipaggi tradizionali, italiani e stranieri, da Europa, Russia, Stati Uniti che prendono parte all'iniziativa e dieci le Special Shapes, ovvero mongolfiere dalle forme più strane e divertenti.

## Edizioni
Dopo le prime due edizioni nel 2005 e nel 2006 di pochi giorni ciascuna (durate rispettivamente tre e quattro giorni), che hanno comunque visto una partecipazione massiccia di pubblico e ospiti, dal 2007 ogni edizione del festival dura dieci giorni. Nel 2019 il Ferrara Balloons Festival è giunto alla sua quindicesima edizione. Nel 2020 e nel 2021 il festival non si è tenuto a causa della pandemia di COVID-19.
- 1ª edizione: 23 settembre - 25 settembre 2005[2]
- 2ª edizione: 21 settembre - 24 settembre 2006[3]
- 3ª edizione: 21 settembre - 30 settembre 2007[4]
- 4ª edizione: 19 settembre - 28 settembre 2008[5]
- 5ª edizione: 18 settembre - 27 settembre 2009[6]
- 6ª edizione: 17 settembre - 26 settembre 2010[7]
- 7ª edizione: 9 settembre - 18 settembre 2011[8]
- 8ª edizione: 7 settembre - 16 settembre 2012[9]
- 9ª edizione: 6 settembre - 15 settembre 2013[10]
- 10ª edizione: 5 settembre - 14 settembre 2014[11]
- 11ª edizione: 11 settembre - 20 settembre 2015[12]
- 12ª edizione: 9 settembre - 18 settembre 2016[13]
- 13ª edizione: 8 settembre - 17 settembre 2017[14]
- 14ª edizione: 7 settembre - 16 settembre 2018[15]
- 15ª edizione: 7 settembre - 15 settembre 2019[16]

## Villaggio dell'Aria
All'interno del Parco Urbano è allestita una vasta area verde di 23.000 metri quadrati chiamata Villaggio dell'Aria, il cuore pulsante di tutto il Festival. Nel Villaggio dell'Aria prendono vita anche le attività non legate al mondo delle mongolfiere come il Villaggio dello Sport interamente dedicato alla pratica di diverse attività sportive, La Città Magica (ricostruzione di un villaggio rinascimentale curata dal Rione Santo Spirito dell'Ente Palio di Ferrara), lo stand promozionale interattivo dell'Aeronautica Militare, spettacoli e concerti dal vivo, l'area ristoro e stand gastronomici, l'infopoint, il noleggio bici e il Balloons Store che vende gadget del festival.

### Voli in mongolfiera

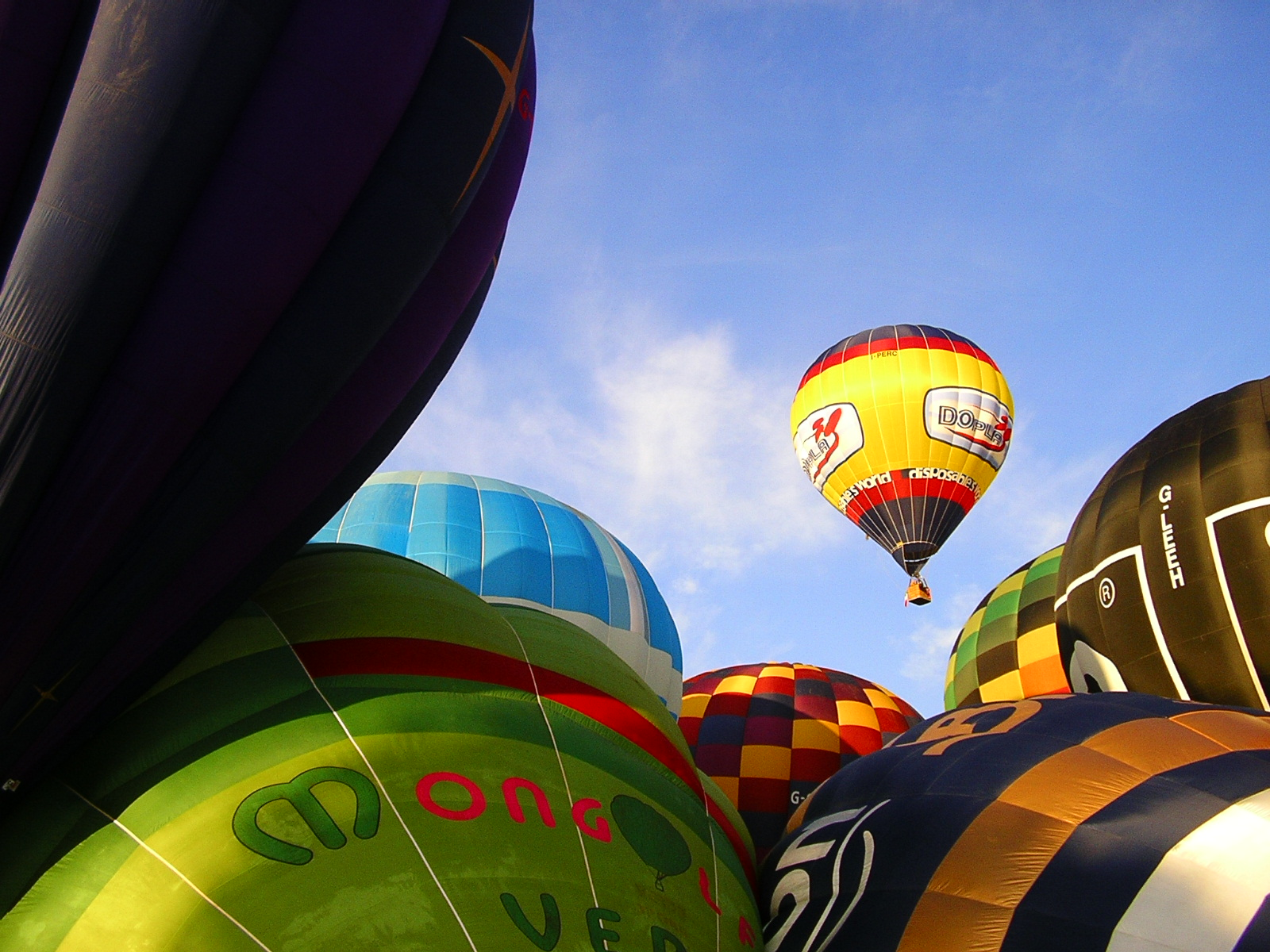
Il volo libero del mattino al Ferrara Balloons Festival

Il festival offre due modalità di volo sulle mongolfiere:
- i voli liberi, che permettono di volare in mongolfiera sul centro storico di Ferrara patrimonio dell'umanità dell'UNESCO e sulle foci del Delta del Po. La partecipazione è soggetta a prenotazione; il pubblico può salire su tutte le mongolfiere presenti al Festival, comprese le Special Shapes.
- i voli vincolati: due volte al giorno, subito dopo la partenza dei voli liberi, il pubblico può sperimentare il decollo e l'atterraggio delle mongolfiere che, ancorate a terra in tutta sicurezza, si alzano di circa 30 metri offrendo lo spettacolo del Festival dall'alto. Il volo vincolato, così come quello libero, è condizionato dalle condizioni atmosferiche.

### Attività volovelistiche
Oltre ai voli in mongolfiera vengono anche offerte attività volovelistiche all'Aeroporto di Ferrara:
- voli in aliante della durata di 25 minuti per una persona alla volta sulla città;
- volo in aeroplano sulla città della durata di 15 minuti per 3 persone;
- volo in aeroplano sul Delta della durata di 60 minuti per 3 persone;
- lancio tandem in paracadute con paracadutista esperto e la possibilità di essere ripresi durante la caduta.

### Attività scolastiche

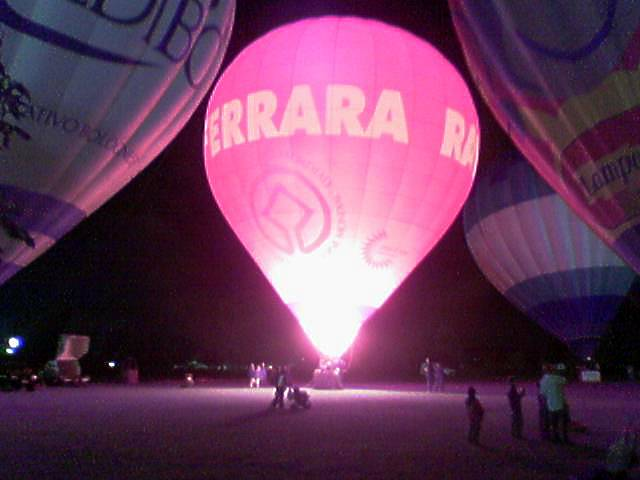
Aerostati illuminati nella notte

Il Ferrara Balloons Festival organizza differenti attività per gli istituti scolastici: percorsi didattici per gli alunni delle scuole elementari e medie, educazione fisica all'aria aperta e stage formativi per gli studenti delle scuole superiori.

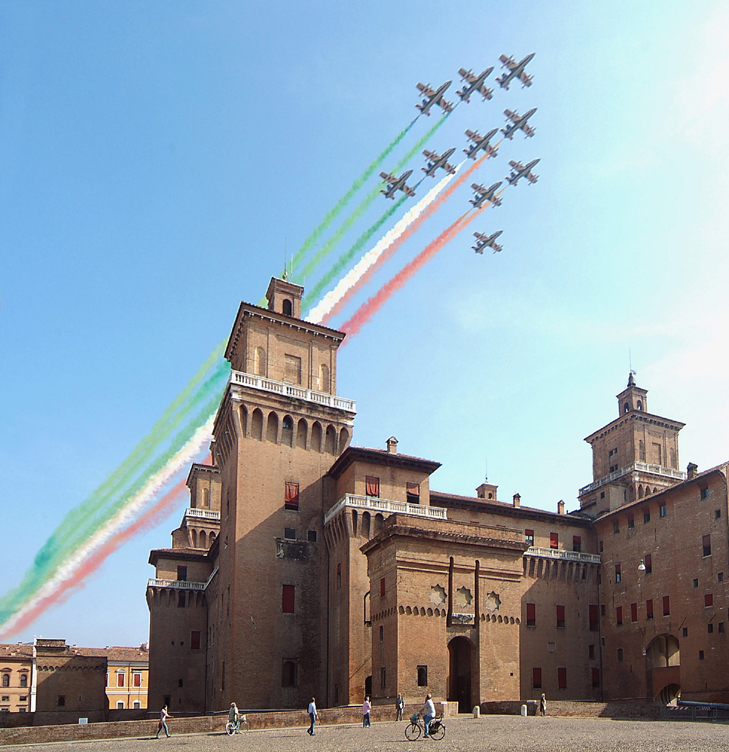
Le Frecce Tricolori sul Castello Estense di Ferrara

### Balloons Festival in Tour
Nei mesi precedenti la manifestazione, il Festival fa tappa in alcune tra le principali città italiane ed estere. Per la promozione e la divulgazione della manifestazione, durante tutte le tappe del "Balloons Festival in Tour" vengono distribuiti gadget, brochure e materiale informativo.

### Night Glow
Alla sera gli aerostati, ancorati al suolo, vengono illuminati al fine di creare suggestivi effetti luminosi grazie ai fuochi delle mongolfiere che illuminano il cielo di Ferrara, sopra il Parco Urbano.
Lo svolgimento di questo evento è strettamente legato alle condizioni climatiche.

### Esibizione delle Frecce Tricolori
La Pattuglia Acrobatica Nazionale si è esibita durante le edizioni 2007, 2008 e 2010 2018 del Balloons Festival nel cielo sovrastante l'Aeroporto di Ferrara e un aereo come quello da loro utilizzato era in mostra statica al "Villaggio dell'Aria". Oltre all'airshow tenutosi nel secondo weekend della manifestazione, è stato effettuato anche un sorvolo del centro storico a bassissima quota durante il primo fine settimana dell'edizione 2007. Restrizioni al bilancio dell'Aeronautica Militare per il 2009 avevano ridotto il programma delle esibizioni delle Frecce Tricolori e la tappa a Ferrara non era stata messa in calendario per quella stagione.